# Вооре (Сааре)
Вооре (эст. Voore) — деревня в волости Сааре уезда Йыгевамаа в Эстонии. Самая населенная деревня в волости.
На территории села два городища. Одно из них начала второго тысячелетия, второе, вероятнее всего, того же времени. В деревне есть гостевые дома школы, библиотека и магазин.

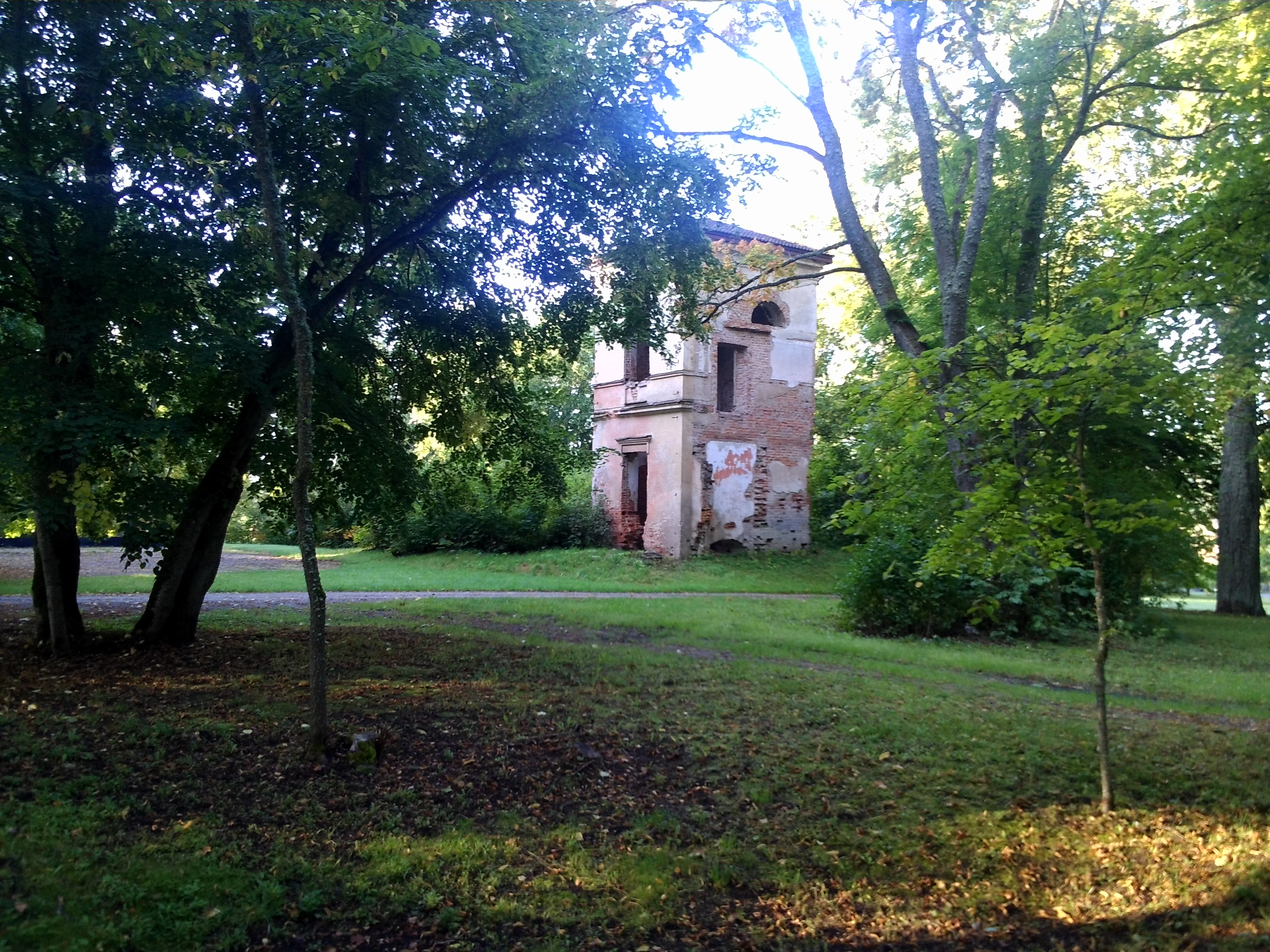
Ruins of Roela manor main house
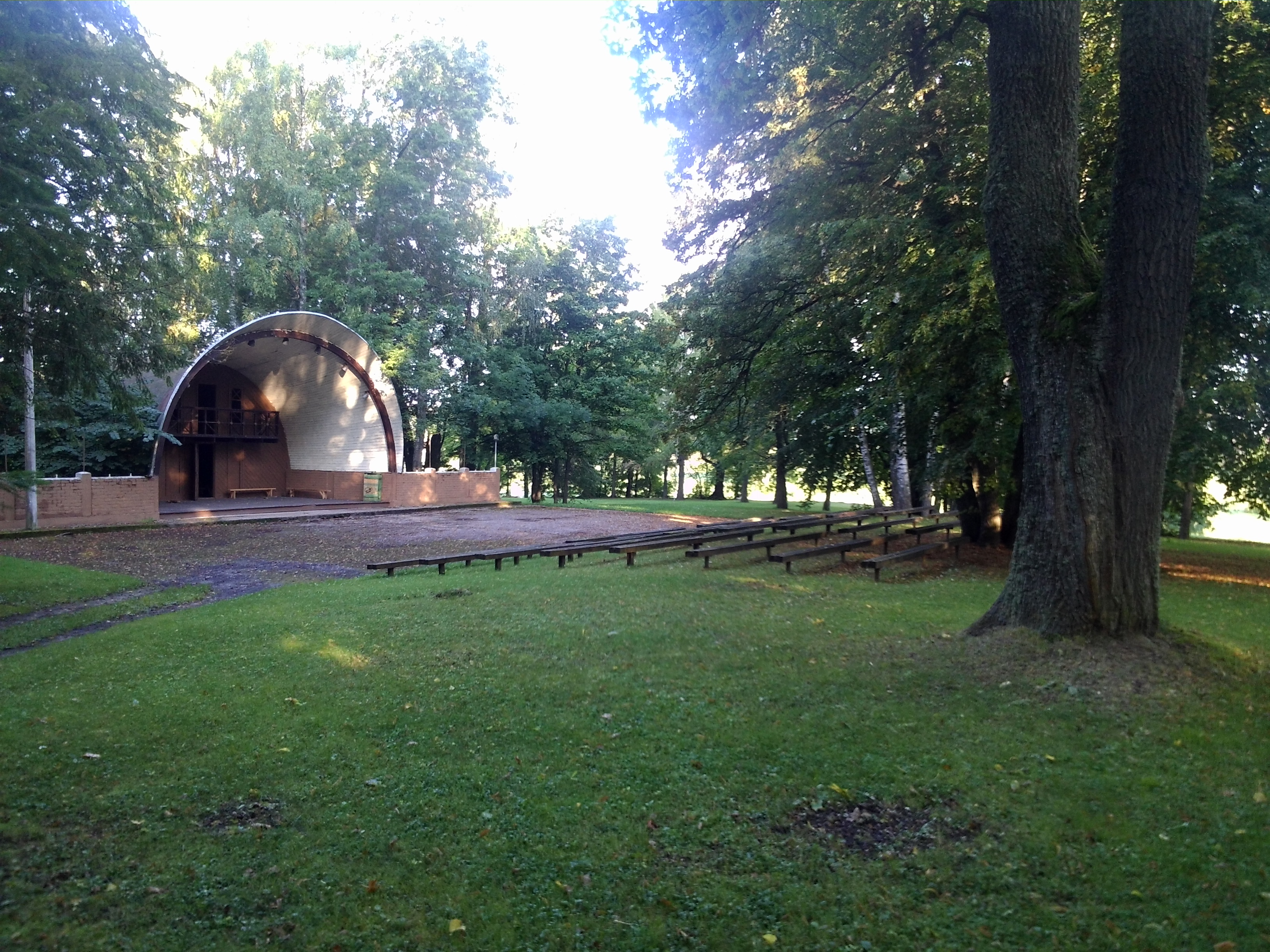
Singing stage in Roela manor park
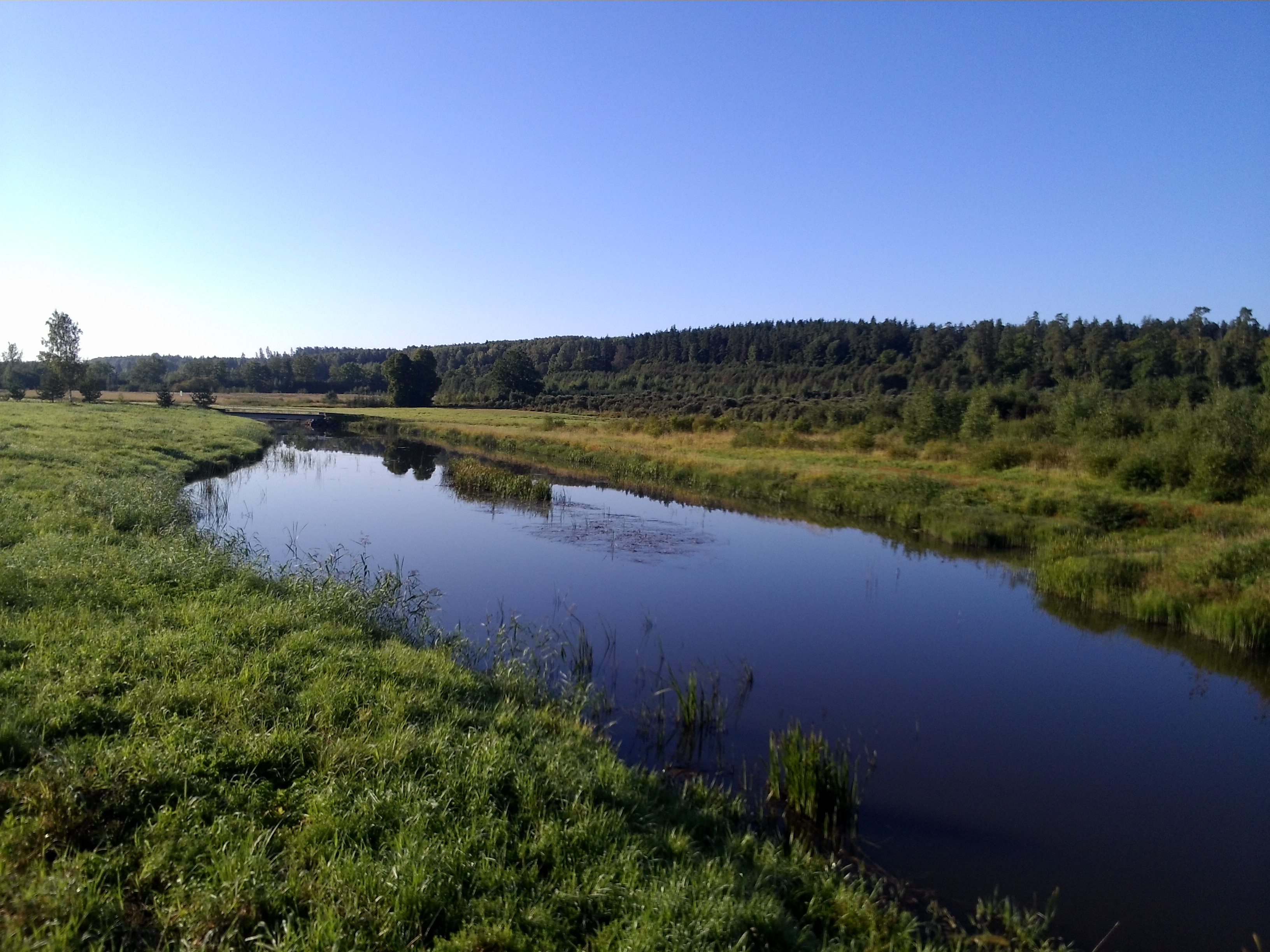
Река Куллавере в Вооре